# Jalakamaladinni, Hungund
Jalakamaladinni là một làng thuộc tehsil Hungund, huyện Bagalkot, bang Karnataka, Ấn Độ.